# Parkovi
Parkovi (del ruso: Парковый) es un posiólok del raión de Tijoretsk del krai de Krasnodar, en Rusia. Está situado en las llanuras de Kubán-Priazov, 1 km al sudeste de Tijoretsk y 125 km al nordeste de Krasnodar, la capital del krai. Tenía 4 542 habitantes en 2010
Es cabeza del municipio Parkovskoye, al que pertenecen asimismo Atamanka, Achkásovo, Vostochni, Západni, Zelioni, Polevói, Sadovi y Shoseini. 

## Demografía
| 2002  | 2010  |
| ----- | ----- |
| 4 466 | 4 542 |

### Composición étnica
De los 4 466 habitantes que tenía en 2002, el 93.8 % era de etnia rusa, el 2.4 % era de etnia ucraniana, el 0.8 % era de etnia tártara, el 0.6 % era de etnia armenia, el 0.3 % era de etnia alemana, el 0.2 % era de etnia georgiana, el 0.2 % era de etnia gitana, el 0.2 % era de etnia alemana, el 0.1 % era de etnia adigué, el 0.1 % era de etnia azerí y el 0.1 % era de etnia griega

## Transporte
Al este de la localidad pasa la carretera federal M29 Cáucaso.